# 詩威林技術博物館

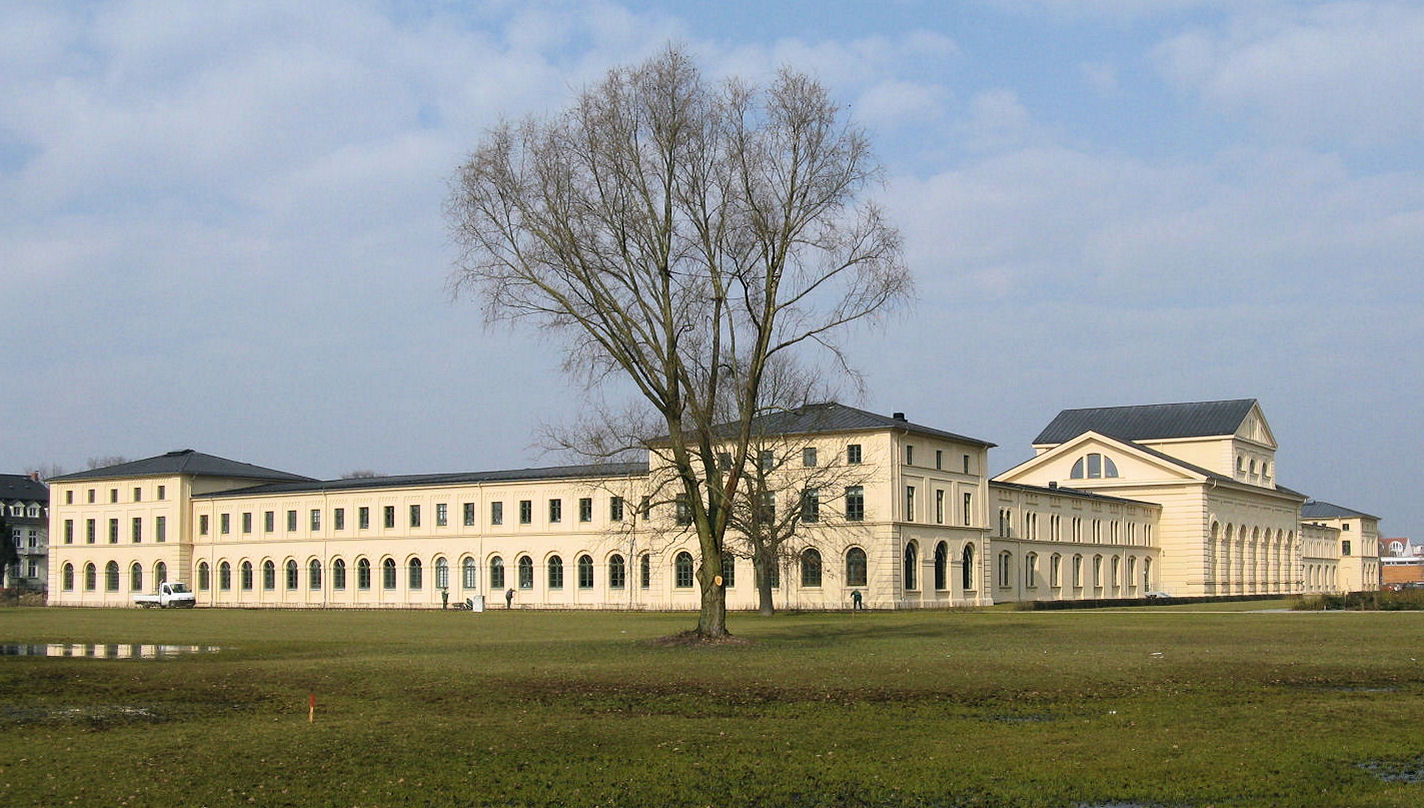

詩威林技術博物館（德語：Technisches Landesmuseum Mecklenburg-Vorpommern）是位於德國城市詩威林的一座博物館，成立於1961年。2012年，詩威林技術博物館搬至現在的地址。

## 外部連結
- Mecklenburg - Vorpommern State Museum of Technology （页面存档备份，存于）
- phanTECHNIKUM （页面存档备份，存于）